# Tucas
Tucas es un caserío peruano ubicado en el distrito de Ayabaca, perteneciente a la provincia homónima del departamento de Piura, al norte del Perú. 

## Ubicación
Tucas se ubica al noreste de la provincia de Ayabaca, en el distrito de Ayabaca, en el departamento de Piura. Se ubica muy cerca a la frontera ecuatoriana-peruana.

## Demografía
En 2017 Tucas tenía una población de 101 habitantes.
| Gráfica de evolución demográfica de Tucas entre 1993 y 2017 |
|                                                             |
| Fuentes: Población 1993 y 2017                              |